# Oiceoptoma
Oiceoptoma – rodzaj chrząszczy z rodziny omarlicowatych.
Chrząszcze o owalnym, grzbietobrzusznie spłaszczonym ciele długości od 12,1 do 16,2 mm, ubarwionym czarno i/lub pomarańczowo. Charakteryzują się krótkim rządkiem długich, sterczących szczecinek za oczami oraz ząbkiem na barkach pokryw. Przedplecze mają najszersze u nasady.
Rodzaj głównie holarktyczny, znany też z północy krainy orientalnej. W Nearktyce występują 3 gatunki. Ścierwiec rozsiedlony jest transpalearktycznie i jako jedyny występuje w Europie, w tym w Polsce. Pozostałe gatunki są wyłącznie azjatyckie.
W sumie należy tu 9 opisanych gatunków:
- Oiceoptoma hypocrita (Portevin, 1903)
- Oiceoptoma inaequale (Fabricius, 1781)
- Oiceoptoma nakabayashii (Miwa, 1937)
- Oiceoptoma nigropunctatum (Lewis, 1888)
- Oiceoptoma noveboracense (Forster, 1771)
- Oiceoptoma picescens (Fairmaire, 1894)
- Oiceoptoma rugulosum (Portevin, 1903)
- Oiceoptoma subrufum (Lewis, 1888)
- Oiceoptoma thoracicum (Linnaeus, 1758) – ścierwiec